# Apamea purpurisata
Apamea purpurisata är en fjärilsart som beskrevs av Barnes och Mcdunnough 1913. Apamea purpurisata ingår i släktet Apamea och familjen nattflyn. Inga underarter finns listade i Catalogue of Life.